# Fontenelle (cràter)

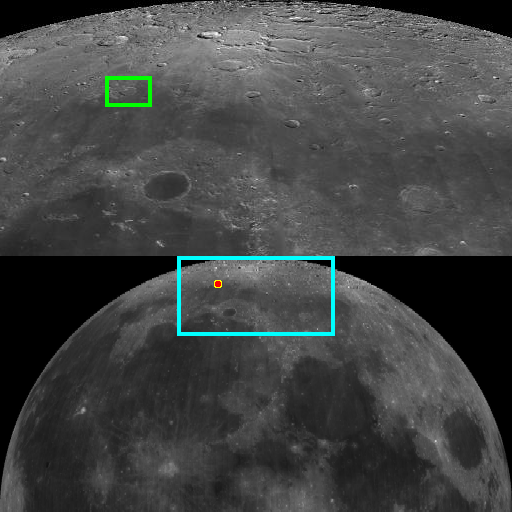
Localització de Fontenelle sobre el globus lunar

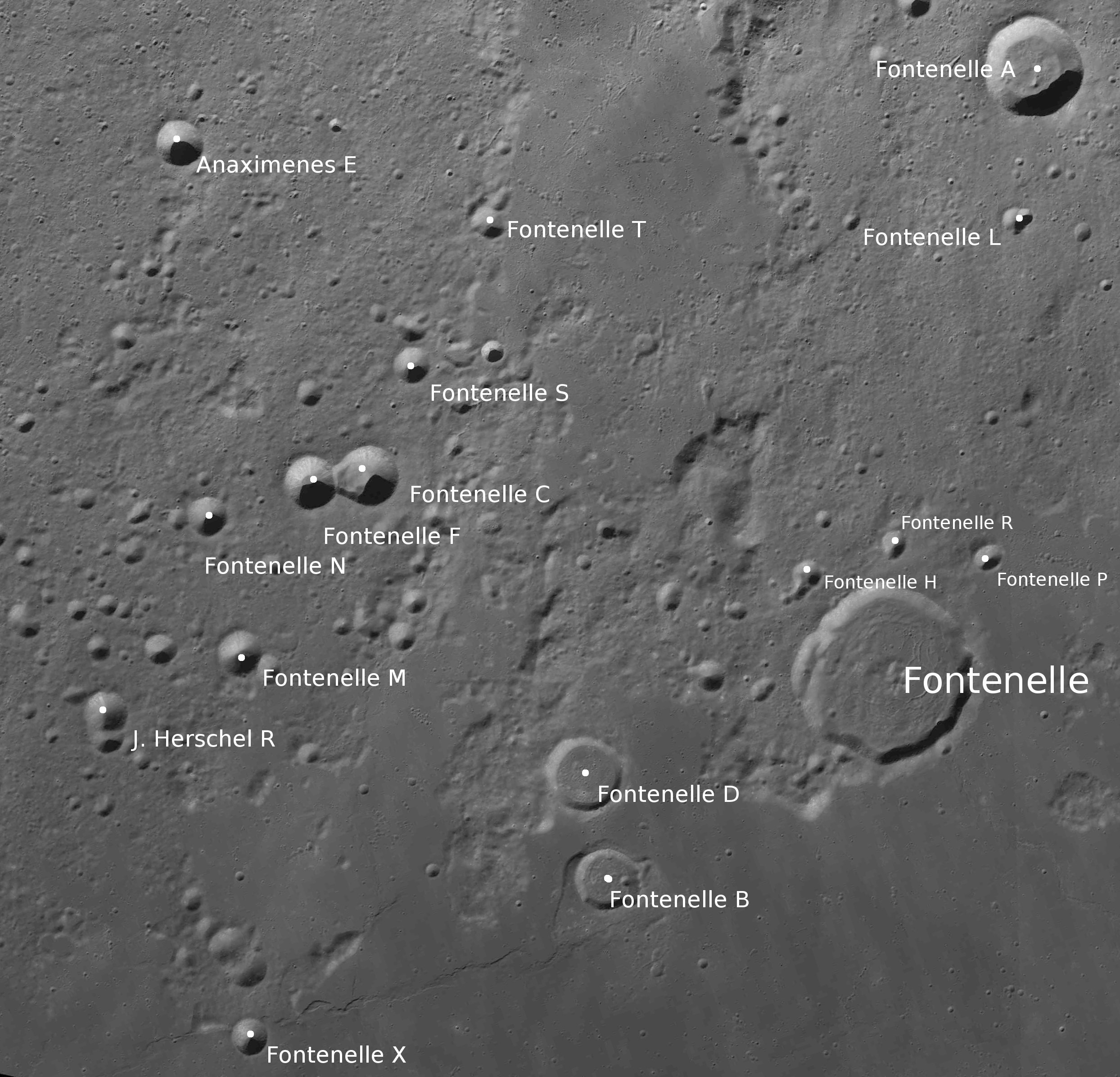
Localització de Fontenelle. Fotografia de la missió Lunar Reconnaissance Orbiter

Fontenelle és un cràter d'impacte que es troba en el bord nord del Mare Frigoris, a la zona nord de la Lluna. Al nord-est apareix el romanent del cràter Birmingham. A causa de la seva ubicació, aquest cràter apareix de forma oval quan s'observa des de la Terra a causa de la perspectiva.

El brocal d'aquest cràter és generalment circular, però la vora és irregular i en alguns llocs té una aparença dentada. Això és particularment cert al llarg del sud-oest i la vora oriental. La vora es projecta sobre la superfície del Mare Frigoris, i un dorsum recorre diversos cràters des del sud-est del brocal. La vora occidental està unit al terreny aspre a l'oest i nord-oest.
|  |

L'interior de Fontenelle té una aparença rugosa en el costat nord. Presenta un ampli pujol central de baixa altura al punt mitjà, i una mica de terreny aspre a l'oest d'aquesta elevació. Només uns pocs cràters minúsculs marquen la superfície del sòl.
Al sud de Fontenelle es troba un petit cràter en el mar lunar que està envoltat per una capa de material d'alt albedo. Aquest cràter mostra una certa semblança amb el cràter Linné en el Mare Serenitatis. Aquest element es localitza a uns 15 quilòmetres al nord-nord-oest de Fontenelle G, i manca de designació.
A l'est de Fontanelle apareix una configuració geomètrica inusual en la superfície amb una forma angular, que va arribar a ser coneguda com a plaça de Mädler, en memòria del selenògraf Johann Mädler. És més o menys de forma quadrada, però apareix en forma de rectangle, a causa de l'escorç. Aquest element és citat en molts dels primers llibres que van descriure la Lluna.

## Cràters satèl·lit

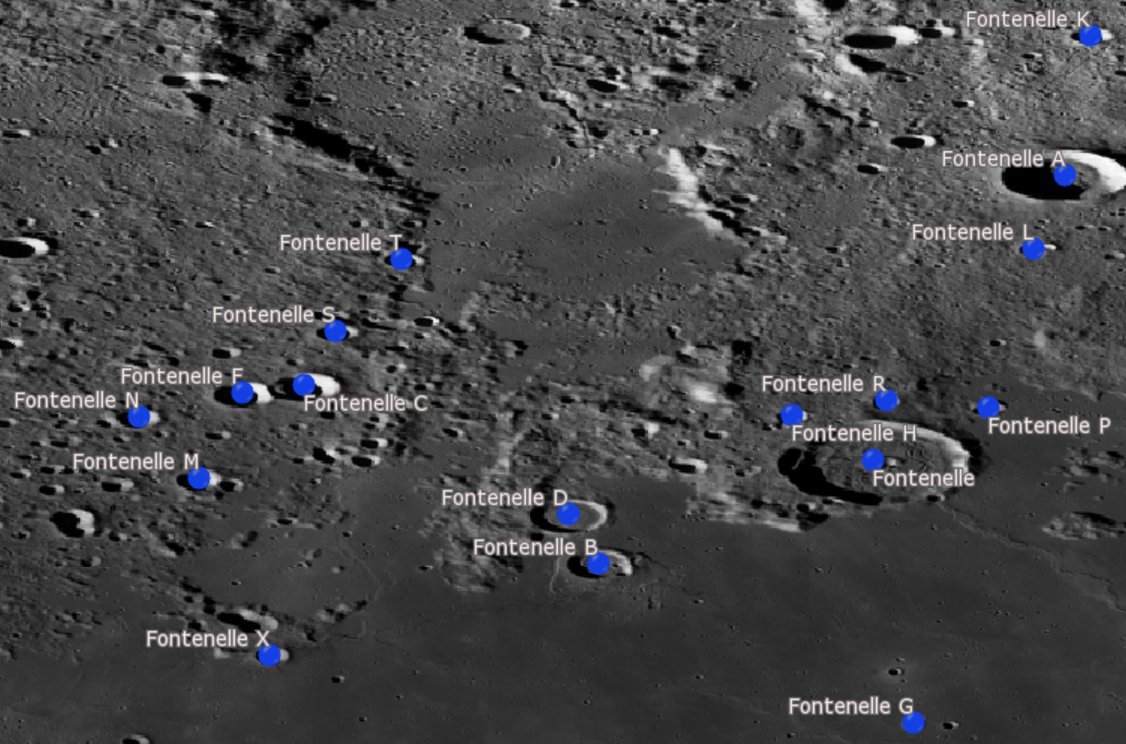
Cràters satel·lit de Fontanelle.

Per convenció aquests elements són identificats en els mapes lunars posant la lletra en el costat del punt mitjà del cràter que està més prop de Fontenelle.